# 金口岩螺
金口岩螺（学名：Drupa grossularia），是新腹足目骨螺科岩螺属的一种。主要分布于印度尼西亚、中国大陆、台湾，常栖息在潮间带岩礁、低潮线下。